# Kyuss
Kyuss was een band die aan het einde van de jaren tachtig in het Amerikaanse Palm Springs is ontstaan. Ze waren een bekende in de Palm Desert Scene en destijds organiseerden ze de zogenaamde generator parties waarmee de band Yawning Man is begonnen en een inspiratiebron was voor de band. Midden in de woestijn werd een podium gebouwd en de hele nacht werd onder de sterrenhemel gespeeld. Kyuss was een van de grondleggers van de stonerrock. De band is underground gebleven en is een inspiratiebron voor velen.
Tijdens de vijf jaar dat de band bestond heeft de band vier albums uitgebracht, één splitalbum en één ep. Tijdens hun bestaan zijn er behoorlijk wat wisselingen in de band geweest. Zanger John Garcia en gitarist Josh Homme zijn de enige vaste bandleden van het begin tot aan het eind.
Na het opheffen van de band hebben de (oud-)leden in andere bekende bands gespeeld: Queens of the Stone Age (die in het begin volledig bestond uit ex-Kyuss-bandleden), Desert Sessions, Yawning Man, Fu Manchu, Dwarves, Brant Bjork, Ten East, Ché, Eagles of Death Metal, Mondo Generator, Hermano, Unida, Slo Burn en Them Crooked Vultures.
In november 2010 kwamen de drie originele leden van de band (Op Homme na) bij elkaar onder de naam Kyuss Lives! voor een wereldtour met plannen om op een gegeven moment een nieuw album op te nemen. Josh Homme stapte naar de rechtbank waarop Nick Oliveri de band in maart 2012 verliet. Vijf maanden later sprak rechter S. James Otero uit dat Garcia en Bjork geen muziek mochten uitbrengen onder de naam Kyuss Lives!. Om deze reden veranderden zij hun bandnaam in Vista Chino.

## Katzenjammer en Sons of Kyuss (1987–1991)
Voor de band zijn de generator parties onder leiding van Mario Lalli erg belangrijk geweest. Lalli speelde eerst in de band Across the River wat een inspiratiebron was voor John Garcia en Nick Oliveri. Voor de 16-jarige Brant Bjork en Josh Homme was een live-optreden van Yawning Man een inspiratiebron. Van de band Across the River hebben ze later het nummer N.O. gecoverd op het album Welcome to Sky Valley. Ditzelfde deden ze ook van de band Yawning Man met het nummer Catamaran op het album ...And the Circus Leaves Town.
De band was fan van punkrockbands als Black Flag, Minor Threat en The Misfits, maar voelde zich meer thuis in de lokale scene.
Bjork startte de band na in 1987 met zijn vriend Chris Cockrell, die later werd vervangen door Nick Oliveri. Ze nodigden Josh Homme uit als gitarist. Cockrell nodigde John Garcia als zanger voor de band uit om te jammen in het huis van Bjork. Hij zong de teksten die Bjork en Homme schreven.
De band had geen geld voor tuners dus stemden ze de gitaren op gevoel en gehoor. Omdat er een mentaliteit heerste in de woestijn dorpen dat je anders moest zijn dan anderen om gerespecteerd te worden bleef de band de gitaren laag stemmen.
De eerste naam van de band was Katzenjammer (dit betekent kater in het Duits) die al snel werd vervangen door Sons of Kyuss. Deze naam werd door Bjork gekozen uit het rollenspel Dungeons & Dragons. Deze naam werd later verkort tot Kyuss. Onder de naam Katzenjammer is er geen muziek uitgebracht. De eerste ep werd uitgebracht onder de naam Sons of Kyuss en had ook de naam Sons of Kyuss. Later kwam het debuutalbum Wretch waar enkele nummers op stonden die ze eerder hadden opgenomen voor hun ep Sons of Kyuss.

## Kyuss
De eerste line-up bestond uit zanger John Garcia, gitarist Josh Homme, bassist Nick Oliveri en drummer Brant Bjork. De band bouwde geleidelijk aan hun lokale succes in en rondom Palm Desert, Californië. Ze waren vaak te gast tijdens feestjes in en rond de afgezonderde dorpen en stadjes in de woestijn van Zuid-Californië.
Deze geïmproviseerde muzieksessies in de woestijn werden lokaal de 'generator parties' genoemd. Deze bestonden uit een klein publiek dat bier dronk en drugs gebruikte tijdens het optreden. De instrumenten werden gevoed door een generator.
Voor Kyuss was het spelen van deze generator parties een belangrijke factor. Homme gaf het volgende aan: "Er zijn geen clubs in de woestijn. Je kan enkel gratis je muziek laten horen tijdens deze feestjes. Wanneer mensen het niet goed vinden, zeggen ze dat. Wanneer ze het goed vinden, blijven ze komen. Je kan het dus niet slecht doen".
Kyuss werd steeds groter tijdens deze feesten. Ze leenden de generator van Mario Lalli en speelden uren in de woestijn. Vele van deze feesten zijn gespeeld met de generator van Mario Lalli.
Kyuss tekende bij het onafhankelijke platenlabel Dali Records. Deze bracht hun debuutalbum Wretch in september 1991 uit. Een aantal nummers die van Sons of Kyuss kwamen, werden op dit album opnieuw opgenomen.
De verkoop van het album ging langzaam, maar de band werd snel en steeds bekender als liveband. Gitarist Josh Homme kreeg een reputatie voor zijn manier van het spelen van zijn gitaar. Hij verlaagde zijn gitaar van E naar C en speelde zijn elektrische gitaar via een basversterker om zo een zwaar psychedelisch geluid te creëren.
In 1992 begon de band te werken met de nieuwe producer Chris Goss aan hun volgende album genaamd Blues for the Red Sun. Goss snapte de band en wist het geluid wat ze live creëerden op cd te zetten. Blues for the Red Sun werd in juni 1992 uitgebracht. Bassist Nick Oliveri verliet de band en werd vervangen door Scott Reeder die vijf tot zes maanden eerder werd gevraagd door Kyuss om zich bij hen te voegen. Dit gebeurde tijdens een tour langs de Amerikaanse westkust met zijn toenmalige band The Obsessed.
Het album werd positief ontvangen en geldt tot op de dag van vandaag als een belangrijk moment in de stonerrock.
Voor het album zijn twee muziekvideo's gemaakt. Voor Thong Song en het legendarische nummer Green Machine.
Eind 1993 werd Kyuss betrokken bij 9 tourdagen door Australië met Metallica.
Kyuss veranderde van label naar het grote Electra Records nadat Dali Records in financiële problemen kwam en werd overgenomen door Electra.
In 1994 brachten ze hun album Kyuss uit. In eerste instantie zou dit album Pools of Mercury heten. Onder fans is het bekend onder de naam Welcome to Sky Valley door het bord met deze naam op de voorkant van het album. Sky Valley is een census-designated place wat ten noorden ligt van Palm Desert in Californië.
Het album werd in 1993 opgenomen, maar door het veranderen van bandleden en het nieuwe label duurde het een jaar voordat het album in 1994 uitkwam, opnieuw geproduceerd door Chris Goss.
Ook dit album werd net als hun vorige album goed ontvangen. Het album heeft meer psychedelische invloeden en is volwassener van geluid. Voor het nummer Demon Cleaner is een muziekvideo gemaakt.
Door meningsverschillen over hoe de band zou moeten bestaan verliet Brant Bjork de band toen het album bijna klaar was. Hij werd vervangen door Alfredo Hernández die in Yawning Man speelde met wie Scott Reeder al eerder in de band Across the River had gespeeld halverwege de jaren 80.
In juli 1995 kwam hun vierde en laatste album uit genaamd ...And the Circus Leaves Town. Voor dit album is een muziekvideo gemaakt voor het nummer One Inch Man. Dit was de enige officiële single van het album.
Het album was commercieel niet zo succesvol als Welcome to Sky Valley en kreeg matige kritieken.
Drie maanden na het uitbrengen besloot de band zich op te heffen in oktober 1995.

## Opheffing van Kyuss
In 1995 viel de band uit elkaar, waarna Josh Homme als gitarist toerde met de band Screaming Trees, Masters Of Reality en later de Desert Sessions serie begon. In december 1997 kwam er een splitalbum uit met drie nummers van Kyuss en drie nummers van Queens of the Stone Age, Kyuss/Queens of the Stone Age. Homme en Hernandez vormden Queens of the Stone Age in 1998 samen met Oliveri als bassist toen het album klaar was.
John Garcia vormde de band Slo Burn en later Unida. Met Slo Burn is de ep Amusing the Amazing uitgebracht. De band had een kort bestaan en ging in 1997 uit elkaar. In 1998 begon hij de band Unida. Met Unida is er een ep uitgebracht. Samen met de Zweedse band Dozer is dit het splitalbum Unida/Dozer geworden. Verder hebben ze in 2001 één cd uitgebracht die officieel niet is uitgegeven, maar wel is uitgelekt op het internet genaamd: The Great Divide.
Na Unida heeft Garcia samengewerkt met meerdere bands en sloot hij zich aan bij de band Hermano. Met deze band heeft hij drie studioalbums gemaakt en één livealbum.
Hij is verder bezig met zijn soloproject Garcia vs. Garcia. Garcia gaf in 2010 aan dat het een rockalbum gaat worden waarin de 'desert sound' de rode draad wordt. Hij geeft aan veel (oud-)bandleden/vrienden waarmee hij heeft samengewerkt gevraagd om dit te realiseren.
Alfredo Hernández speelde na het debuutalbum van Queens Of The Stone Age met de bands: Yawning Man, Ché en Orquesta del Desierto, terwijl Oliveri behalve voor Queens Of The Stone Age zijn eigen soloproject startte: Mondo Generator (naar een nummer van Kyuss). Bandlid Bjork had dit met graffiti op zijn versterker gespoten. Drummer Brant Bjork speelde lange tijd bij de band Fu Manchu, maakte verschillende soloalbums en startte bands zoals: Brant Bjork and the Bros, Ché en Ten East.
In 1997 namen Homme, Bjork en Oliveri drie nummers op (13th Floor, Simple Exploding Man en Cocaine Rodeo) voor Mondo Generators debuutalbum Cocaine Rodeo, dat in 2000 uitkwam. Garcia en producer Chris Goss, die al het Kyuss-materiaal produceerde, namen ook deel hieraan. Deze nummers worden door fans gezien als de laatste nummers die door Kyuss zijn opgenomen. Oliveri deed dit in 2012 nogmaals met Homme en Garcia in het nummer The Last Train. Dit nummer staat op het album Hell Comes to Your Heart.
In 2000 kwam een compilatiealbum van de band uit: Muchas Gracias: The Best of Kyuss. Het album is een verzameling van singles, niet eerder uitgebracht materiaal en liveversies van nummers.
Toch maakte John Garcia een gastoptreden tijdens een concert van Queens of the Stone Age in het Wiltern LG in Los Angeles. Ze speelde samen drie Kyuss-nummers: Hurricane, Thumb en Supa Scoopa and Mighty Scoop.

## Garcia Plays Kyuss en Kyuss Lives!
John Garcia toerde in de zomer van 2010 door Europa met een Belgisch-Nederlandse band onder de naam Garcia plays Kyuss, om oude nummers van Kyuss live te spelen en promotie te maken voor zijn (nog niet uitgebrachte) soloproject "Garcia vs. Garcia". In 2011 herhaalde hij dat onder de naam Kyuss Lives!, maar nu met twee andere leden van de oorspronkelijke bezetting: Nick Oliveri en Brant Bjork die in juni 2010 samen met Garcia "Green Machine" en "Gardenia" meespeelden op Hellfest. Dit deden ze vaker tijdens die tour. De Belg Bruno Fevery, die er ook in 2010 al bij was, nam de gitaarpartij voor zijn rekening terwijl Josh Homme een tournee met Queens of the Stone Age afwerkte. Deze zag een comeback in Kyuss niet zitten.
In maart 2012 werden Garcia en Bjork aangeklaagd door Josh en oud-bassist Scott Reeder voor fraude. Dit had te maken met het gebruik van de naam Kyuss.
Bjork zei hier het volgende over:
"De eis van Josh is niet een probleem van de laatste tijd ... Het is een probleem dat 20 jaar geleden begon. Dat is ook de reden dat de band zo kort bestond. Josh en ik waren het creatieve brein in de band. Nadat de tweede cd ‘Blues For The Red Sun’ klaar was kregen wij een meningsverschil over hoe de band zou moeten bestaan en hoe de liedjes geschreven moesten worden.
In 1992 ontdekte Josh de marketing binnen de muziek. Dit is de financiële omzet voor het maken van liedjes. Hierna wilde Josh alle liedjes schrijven.
Als drummer kon ik hem niet mijn liedjes laten spelen. Ik koos ervoor om niet met hart en ziel in een band te spelen die ik was begonnen om Josh geld te laten verdienen. Ik verliet de band.
Ik was een gefrustreerde, boze en verdrietige 19-jarige idealist die zijn liefde opofferde voor waar ik in geloofde.
2,5 jaar later stopte Josh de band nadat John hem had geconfronteerd met hetzelfde punt: de controle van de band voor persoonlijk gewin".
Bjork gaf op 7 juni 2012 in een interview met Trashhits aan dat Homme en Reeder op de hoogte waren gebracht door Garcia wat de toekomstvisie was met Kyuss Lives! Ook vertelde Bjork over de relatie met Josh Homme: "De laatste keer dat ik hem (Josh) sprak is 6 jaar geleden waarin hij aangaf dat hij mij (Bjork) nooit meer wilde spreken. In het begin van de Kyusstijd konden wij het goed met elkaar vinden. We groeiden steeds meer uit elkaar en we hebben het nooit meer bijgelegd. Er is nooit een heftige ruzie geweest. We hadden beide andere interesses. Na nog een aantal keer samen te hebben gewerkt na Kyuss werd het mij steeds duidelijker dat wij uit elkaar waren gegroeid. Josh is niet meer de persoon die ik ooit kende."
In augustus 2012 bepaalde een rechter dat John Garcia en Brant Bjork geen studio- en/of live-materiaal mochten uitbrengen onder de bandnaam 'Kyuss Lives!'. Wel mogen ze de naam gebruiken voor liveshows zolang 'Kyuss' en 'Lives!' in dezelfde lettergrootte naast elkaar staan om onduidelijkheid over de naam weg te nemen. De rechter gaf aan dat ze in de toekomst misschien in de problemen kunnen komen hiermee en gaf aan dat het voor de verdedigende partij het beste is om de bandnaam te veranderen.
Op 29 november 2012 werd aangekondigd dat de naam Kyuss Lives! werd veranderd in Vista Chino.

## Mogelijke Reunie
Begin 2017 gaf de oud-drummer van Kyuss Brant Bjork in een interview aan dat een reünie "absoluut mogelijk" is. Hierbij refereerde hij aan het feit dat 3/4 deel van Kyuss een album heeft uitgebracht onder de naam Vista Chino.

## Discografie

### Albums
- 1990 – Sons of Kyuss (voorloper van Kyuss)
- 1991 – Wretch
- 1992 – Blues for the Red Sun
- 1994 – Welcome to Sky Valley
- 1995 – ...And the Circus Leaves Town
- 1997 – Kyuss/Queens of the Stone Age (splitalbum)
- 2000 – Muchas Gracias: The Best of Kyuss (compilatiealbum)

### Singles
- 1992 – Thong Song
- 1993 – Green Machine
- 1994 – Demon Cleaner
- 1995 – Gardenia
- 1995 – One Inch Man
- 1996 – Shine! (splitsingle met de band Wool)
- 1996 – Into the Void

### Muziekvideo's
- 1992 – Thong Song
- 1992 – Green Machine
- 1994 – Demon Cleaner
- 1995 – One Inch Man

### Livealbums
- 1994 – Live At The Marquee-Club (is ook een splitalbum met de band Slo Burn)
- 1997 – Mercurious Pools (bootleg)
- 1997 – The Opera House Toronto, ON (bootleg)
- 2009 – Pukkelpop Festival (bootleg)

### Promotie-/compilatiealbums
- 1993 – Grunge / The Alternative Compilation
- 1994 – In Ya Face
- 1994 – RockVideo Monthly
- 1995 – Metallurgy
- 1995 – Hey Knucklehead - A Fistful Of New Music From The Elektra
- 1995 – Rock & Alternative At Wea
- 1995 – Metalopolis Vol.3
- 1995 – Triple J: This Is Twelve - Too Louder Compilation
- 1997 – Visions Präsentiert Musik Für Die Neunziger Vol. I
- 1998 – Stoned (R)Evolution - The Ultimate Trip
- 1998 – Lars Ricken's Hot Shots
- 1999 – Visions 75th Anniversary Compilation
- 1999 – Stoned Again! - A Bong Load Records Collection
- 2002 – Introduced 100 (100 Issues Intro | Essential Music 1991-2002)
- 2002 – Hörsturz Vol. 4
- 2007 – Visions On Screen Vol. 1
- 2009 – The Crobar Vol One - Soho, London
- 2011 – Secret, The – Sonic Cathedrals Vol. II
- 2012 – Sound City Studios Comp

## Bandleden

### Laatste bezetting
- John Garcia – zang
- Josh Homme – gitaar
- Alfredo Hernández – drums
- Scott Reeder – basgitaar

### Voormalige bandleden
- Brant Bjork – drums
- Nick Oliveri – basgitaar
- Chris Cockrell – basgitaar